# مادلین سوان
مادلین سوان (به انگلیسی: Madeleine Swann) شخصیت داستانی در مجموعه فیلم‌های جیمز باند است که با جایگاه باند گرل شناخته می‌شود. این شخصیت در دو فیلم اسپکتر (۲۰۱۵) و زمانی برای مردن نیست (۲۰۲۱) ظاهر و نقش او توسط لئا سیدو به تصویر کشیده‌شد.
مادلین سوان و سیلویا ترنچ، تنها زنانی هستند که با نقش باند گرل در دو فیلم متوالی این مجموعه ظاهر می‌شوند. پس از تریسی دی‌وینچنزو، مادلین سوان دومین باندگرلی است که با جیمز باند پیوند زناشویی می‌بندد. در مجموعه فیلم‌های جیمز باند که در این چند دهه ساخته شدند، سوان تنها همسر باند است که از او صاحب فرزند می‌شود. باند در رمان‌ فقط دوبار زندگی می‌کنید که در سال ۱۹۶۴‏ توسط ایان فلمینگ نوشته شد، با کیسی سوزوکی صاحب فرزند شده‌بود.

## سرگذشت

### فیلم اسپکتر (۲۰۱۵)
مادلین سوان، تنها دختر آقای وایت (با بازی یسپر کریستنسن) است. وایت یکی از مرموزترین شخصیت‌های داستانی در دوران باند دنیل کریگ و از اعضای سازمان تبهکاری اسپکتر بود.
طبق داستان فیلم، سوان در دانشگاه آکسفورد و دانشگاه سوربن تحصیل کرد و بعد از آن، با پزشکان بدون مرز به همکاری پرداخت. در فیلم اسپکتر، او به‌عنوان روان‌پزشک در کلینیک خصوصی هافلر در ارتفاعات آلپ اتریش مشغول به کار است.
در شرایطی که آقای وایت بر اثر مسمومیت با تالیم درحال دست‌وپنجه نرم‌کردن با مرگ است، از جیمز باند (با بازی دنیل کریگ) تقاضا می‌کند که از دخترش در برابر مأموران اسپکتر محافظت کند. بنابراین باند برای دیدن مادلین به کلینیک هافلر می‌رود. اگرچه مادلین در ابتدا برای اعتماد به باند تردید دارد، اما درنهایت موافقت می‌کند که اطلاعات لازم را درباره سازمان اسپکتر به او بدهد و کمک کند تا این سازمان از بین برود. باند و مادلین به تدریج عاشق هم می‌شوند و باند پس از دستگیری بلوفلد در پایان فیلم، از ام‌آی۶ استیفا می‌دهد تا در کنار مادلین باشد.

### زمانی برای مردن نیست (۲۰۲۱)
در فیلم زمانی برای مردن نیست، که ادامه فیلم اسپکتر را دنبال می‌کند، باند و سوان به ماترا (در ایتالیا) سفر می‌کنند. مادلین به باند پیشنهاد می‌کند که به مقبره وسپر لیند (معشوقه سابق باند) رفته و سعی کند که با مرگ او کنار بیاید. روز بعد، باند بر آرامگاه وسپر حاضر می‌شود و در کنار سنگ قبر او با دسته گلی مواجه می‌شود که روی کارت پستال آن نماد سازمان اسپکتر حک شده. به‌محض این که باند کارت پستال را برمی‌دارد، بمبی منفجر می‌شود. باند موفق می‌شود از آنجا فرار کند؛ اما ماموران اسپکتر به تعقیب او می‌پردازند. باند به سراغ مادلین می‌رود تا باهم از شهر خارج شوند. در ماشین، گوشی مادلین یک پیام صوتی دریافت می‌کند که در آن بلوفلد (با بازی کریستف والتس) از او بابت همدستی در نقشه‌های سازمان تشکر می‌کند. باند با شنیدن این پیام صوتی، مادلین را به خیانت متهم و او را در ایستگاه قطار رها می‌کند. سپس به او می‌گوید که آن دو هرگز یکدیگر را نخواهند دید.
پنج سال می‌گذرد. بلوفلد که در زندان بلمارش به سر می‌برد، در این مدت با کسی به جز مادلین حاضر به صحبت نشده‌است. از این‌رو، مادلین به عنوان روان‌پزشک در آنجا نیز مشغول به کار می‌شود. سافین (با بازی رامی ملک) که در پی انتقام‌گیری از بلوفلد است، به ملاقات مادلین رفته و او را مجبور به ترور بلوفلد با تسلیحات هرکلیس (نانوربات‌هایی که توسط دانشمند سرکش ام‌آی۶، والدو اوبروچف (با بازی دیوید دنسیک)، ساخته شده) می‌کند. مادلین به ناچار قبول می‌کند. روزی که باند برای بازجویی از بلوفلد به ملاقات او می‌رود، مادلین هم حضور پیدا می‌کند و آن دو پس از ۵ سال دوباره با هم برخورد می‌کنند. مادلین که از انجام عملیات ترور می‌ترسد، تصمیم می‌گیرد بلوفلد و باند را با هم تنها بگذارد. با این حال، او به‌طور ناخواسته نانوربات‌ها را به باند منتقل می‌کند. باند از بلوفلد بازجویی می‌کند ولی او از پاسخگویی امتناع می‌ورزد. بلوفلد در عوض فاش می‌کند که پنج سال پیش باند را سر موضوع خیانت مادلین فریب داده‌بود. به دنبال این حرف، باند خشمگین شده و سعی می‌کند بلوفلد را خفه کند و از این طریق، به‌طور ناخواسته او را با نانوربات‌ها آلوده کرده و می‌کشد.
بعد از آن، باند به‌دنبال مادلین می‌رود. وقتی مادلین را در خانه دوران کودکی‌اش پیدا می‌کند، عذرخواهی و با او آشتی می‌کند. در آنجا، باند با دختر پنج ساله‌اش، ماتیلدا نیز آشنا می‌شود؛ اما مادلین انکار می‌کند که ماتیلدا فرزند اوست. سافین که شیفته مادلین شده، او و ماتیلدا را می‌رباید و به پایگاه خود در جزیره زهر می‌برد. باند به‌دنبال آنها می‌رود و بعد از این‌که سافین را می‌کشد و مادلین و ماتیلدا را نجات می‌دهد، متوجه می‌شود که خودش به نانوربات‌ها آلوده شده. از آنجاکه مادلین و ماتیلدا درصورت تماس با باند کشته خواهند شد، باند تصمیم می‌گیرد با ماندن در جزیره خود را قربانی کند، زیرا قرار است موشک‌های ام‌آی۶ برای نابودی جزیره شلیک شوند. قبل از مرگ، باند و مادلین عشق خود به همدیگر را ابراز و سوان تأیید می‌کند که باند، پدر واقعی ماتیلداست. فیلم دوباره در ماترا به پایان می‌رسد؛ در جاده‌ای که مادلین با استون مارتین وی۸ مشکی باند رانندگی می‌کند و درحالی‌که ماتیلدا در کنار او نشسته، داستان قهرمانی‌های پدرش را برای دخترش تعریف می‌کند: داستان یه مرد؛ اسمش باند بود، جیمز باند...

## تولید
برای ایفای نقش مادلین، فیلم‌سازان ابتدا به دنبال یک بازیگر «بلوند، اهل اسکاندیناوی» بودند؛ ولی بعد جستجوی آنان گسترده‌تر و بازیگران زن فرانسوی و آلمانی را نیز شامل شد تا بالاخره، لئا سیدو را انتخاب کردند.
نام مادلین سوان ادای احترامی است به مارسل پروست (نویسنده مجموعه در جستجوی زمان از دست‌رفته که عنوان جلد اول آن، راه سوان است).
برخلاف بسیاری از باند گرل‌ها، مادلین سوان علاقه بسیار به جیمز باند داشت که در هردو فیلم مشهود بود. قبل از مادلین، باند تنها عاشق تریسی دی‌ویچنزو (با بازی دیانا ریگ) در فیلم در خدمت سرویس مخفی ملکه و وسپر لیند (با بازی اوا گرین) در فیلم کازینو رویال شده بود. تریسی و وسپر در اوایل رابطه عاشقانه خود با باند می‌میرند. این پایان غم‌انگیز، برای ایجاد تنش در فیلم زمانی برای مردن نیست، در مورد سرنوشت مادلین سوان نیز قابل تکرار بود. در‌نهایت، با مرگ خود باند به‌جای مادلین، این سنت شکسته‌شد.

## بازخوردها
لئا سیدو برای ایفای نقش مادلین سوان نقدهای مثبتی دریافت کرد. مجله ووگ بریتانیا نوشت «شخصیت توانمند و پیچیده‌ای که توسط این بازیگر فرانسوی خلق‌شد» کاملا با باند دنیل کریگ همخوانی داشت. سیدو در سال ۲۰۱۶ نامزد جوایز منتخب نوجوانان در حوزه "بازیگر انتخابی فیلم اکشن" برای ایفای نقش مادلین در فیلم اسپکتر شد. پایگاه اینترنتی اسکرین رنت نیز مادلین سوان را شجاع‌ترین باند گرل در مجموعه فیلم‌های جیمز باند نامید.
به نظر توماس لت‌بریج، رابطه باند با سوان به موازات رابطه عاشقانه قبلی او با وسپر لیند در کازینو رویال بود: «به نظر می‌رسد که در هر دو فیلم، باند از رابطه خود احساس رضایت می‌کند، تا این که همه چیز در نتیجه خیانت طرف مقابل به هم می‌خورد». جان ال فلین و باب بلک‌وود عقیده داشتند که رابطه باند با سوان رابطه‌ای کاملا مدرن است: «شخصیت‌پردازی مدرن دنیل کریگ از مأمور ۰۰۷ می‌تواند به حذف رویکرد برتری‌جویی و منسوخ باند نسبت به عشق و ایجاد روابطی پیچیده‌تر و واقع‌بینانه‌تر با زنان در هزاره جدید کمک کند».